# Eriosema bauchiense
Eriosema bauchiense är en ärtväxtart som beskrevs av John Hutchinson och John McEwan Dalziel. Eriosema bauchiense ingår i släktet Eriosema och familjen ärtväxter. Inga underarter finns listade i Catalogue of Life.